# Henry Mowbray
Henry Mowbray fue el nombre artístico del actor Harry H. Sweeney (5 de septiembre de 1882 - 9 de julio de 1960). Nació en Australia, y desarrolló toda su carrera cinematográfica en los Estados Unidos desde 1919, siendo la década de los años 1930 la más prolífica en su carrera, si bien muchas de sus participaciones en películas no vinieron reflejadas en los títulos de crédito. Murió en Woodland Hills, Los Ángeles, Estados Unidos en 1960 debido a complicaciones por arteriosclerosis.